# Булочкин (хутор)
Булочкин — хутор в Зерноградском районе Ростовской области России.
Входит в состав Манычского сельского поселения.

## География
На хуторе имеются две улицы: Садовая и  Центральная.

## Население
| 2010 |
| ---- |
| 195  |